# Praia do Indaiá (Bertioga)
A Praia do Indaiá fica no município de Bertioga, possui águas calmas e cristalinas com faixa de areia clara parcialmente coberta por vegetação e um calçadão em toda sua extensão, existe um estacionamento e ambulantes que vendem alimentos diversos.